# Hoplia cylindrica
Hoplia cylindrica är en skalbaggsart som beskrevs av Edmund Reitter 1903. Hoplia cylindrica ingår i släktet Hoplia och familjen Melolonthidae. Inga underarter finns listade i Catalogue of Life.